# Stat membru al Uniunii Europene
Un stat membru al Uniunii Europene este unul din cele 27 de state care au devenit membre ale Uniunii Europene (UE) de la întemeierea de facto a acesteia în 1957, când era cunoscută sub numele de Comunitatea Europeană a Cărbunelui și Oțelului (CECO). Grupului de șase state fondatoare i s-au mai adăugat prin intermediul a șase aderări succesive — cea mai largă extindere întâmplându-se la 1 mai 2004, când zece state au devenit membru cu drepturi depline — alte 21 de națiuni. În prezent, UE este alcătuită din douăzeci și unu de republici, șase regate și un mare ducat.
Croația este cel mai nou stat membru, aderând la 1 iulie 2013. De asemenea, negocierile sunt în curs de desfășurare cu o serie de alte state. Procesul de extindere este desemnat uneori cu ajutorul sintagmei „integrarea în Uniunea Europeană”. De asemenea, acest termen se referă la creșterea cooperării între statele UE în timp ce guvernele naționale permit armonizarea treptată a legislațiilor naționale.
Înainte ca statele să devină membre ale Uniunii Europene, trebuie să împlinească condițiile economice și politice, cunoscute în general sub numele „Criteriile de la Copenhaga”. Acestea înseamnă un sistem de guvernare democratic și secular, împreună cu libertățile și instituțiile corespunzătoare, și respectarea principiului statului de drept. În conformitate cu termenii Tratatului Uniunii Europene, extinderea Uniunii necesită de fiecare dată acordul fiecărui stat membru, precum și aprobarea Parlamentului European.